# Якобсон, Владимир Аронович
Влади́мир Аро́нович Якобсо́н (26 октября 1930 года, Луганск — 5 марта 2015 года, Санкт-Петербург) — советский и российский историк-востоковед, антиковед и переводчик, специалист в области ассириологии, доктор исторических наук (диссертация по законам Хаммурапи). Ведущий научный сотрудник отдела Древнего Востока Института восточных рукописей РАН.

## Биография
Родился в Луганске в семье рабочего.
В 1948—1953 годах учился на юридическом факультете ЛГУ. После окончания университета из-за еврейского происхождения не мог устроиться на работу по специальности, занимался преподаванием политической экономии в техникумах и ПТУ. В середине 1950-х годов был госпитализирован с подозрением на рак позвоночника, однако диагноз не подтвердился.
В 1961 году Якобсон стал аспирантом И. М. Дьяконова, с которым познакомился через Я. М. Магазинера, преподавателя юрфака ЛГУ и тестя И. М. Дьяконова. Под руководством Дьяконова изучал шумерский, аккадский и древнееврейский языки.
С 1965 года — научный сотрудник Ленинградского отделения Института востоковедения АН СССР (впоследствии — Институт восточных рукописей РАН), где в 1967 году защитил диссертацию на тему «Новоассирийское право и общество» на соискание степени кандидата исторических наук.
В 1989 году защитил диссертацию на тему «Законы Хаммурапи как источник по истории древней Месопотамии» на соискание степени доктора исторических наук.
Скончался 5 марта 2015 года после продолжительной болезни.

## Научная и литературная деятельность
Автор около 150 работ по истории и источниковедению древней Месопотамии. Совместно с И. М. Дьяконовым разработал типологию государств древности, а также сформулировал ряд новаторских выводов по поводу гражданского общества и гражданской общины в древнем мире; на базе указанных выводов сложилось целое направление в отечественной исторической науке. Был первым и долгое время единственным в СССР и постсоветской России специалистом по истории клинописного права. Соавтор и ответственный редактор первого тома фундаментальной «Истории Востока», участвовал в написании многотомных изданий «История древнего Востока» и «История древнего мира». Преподавал на восточном факультете СПбГУ, совместно с ЦЭМИ РАН работал над проектом по разработке методов компьютерного анализа исторических источников.
В. А. Якобсон выполнил комментированные переводы с аккадского языка (в том числе стихотворные) ряда юридических и литературных памятников древнего Востока (Законы Хаммурапи, Законы Ур-Намму, Среднеассирийские законы, Анналы Синаххериба, Эпос об Эрре и др.). Написал несколько стихотворных стилизаций под древних авторов, опубликованных в сборнике «Своё чужое. Поэзия востоковедов» (2007).

## Избранные публикации
- Введение в историю бюрократии // Вестник древней истории. — 2012. — № 1.
- Возникновение писаного права в древней Месопотамии // Вестник древней истории. — 1981. — № 4.
- Государство и социальная психология // Вестник древней истории. — 1989. — № 4.
- Государство как социальная организация (теоретические проблемы) // Восток. — 1997. — № 1.
- Гражданское общество в древности // Вестник древней истории. — 1998. — № 1. (в соавт.)
- Заметки о судебном процессе в Ларсе // Палестинский сборник. — 1987. — Вып. 4.
- «Кража» и «грабеж» в Законах Хаммурапи // Палестинский сборник. — 1978. — Вып. 26.
- «Номовые государства», «территориальные царства», «полисы» и «империи». Проблемы типологии // Вестник древней истории. — 1982. — № 2. (в соавт.)
- Поручительство в новоассирийском праве // Палестинский сборник. — 1974. — Вып. 25.
- Правовое и имущественное положение воина rēdum времени I Вавилонской династии // Вестник древней истории. — 1963. — № 2.
- Проблемы периодизации древней истории // Вестник древней истории. — 2009. — № 3.
- Социальная структура Новоассирийского царства // Вестник древней истории. — 1965. — № 1.
- Титул shakintu в новоассирийских текстах // Палестинский сборник. — 1979. — Вып. 3.
- Цари и города древней Месопотамии // Государство и социальные структуры на древнем Востоке. — М., 1989.